# Ропча, Андрей
Андрей Штефан Ропча (рум. Andrei Ropcea, род. 23 мая 1983) — румынский музыкант, член группы Morandi.
Андрей Ропча родился 23 мая 1983 года в городе Питешти. Окончил лицей искусств «Dinu Lipatti», где обучался игре на фортепиано. Приехав в Бухарест, также занимался продюсерской деятельностью, писал тексты и музыку. В 2004 году он встретился с Мариусом Могой, с которым в дальнейшем продолжил своё творчество в новой группе (названной Morandi по именам вокалистов).
Андрей Ропча официально по-прежнему является участником группы Morandi и активно занимается сольной карьерой. В 2011 году был выпущен его сингл «Anybody». Также он является продюсером румынских проектов Shaka Muv и Mishelle.